# Cirkusen
Cirkusen (franska: Le cirque) är en oljemålning av den franske neoimpressionistiske konstnären Georges Seurat. Den målades 1891 och är utställd på Musée d'Orsay i Paris. 
Cirkusen var Seurats sista målning och den var ofullbordad när den ställdes ut på independenternas salong i mars 1891. Han dog 31 år gammal i difteri, bara några dagar efter utställningens öppnande. Det var hans tredje pointillistiska målning av Paris moderna nöjesliv ("la vie moderne"), tidigare hade han målat Parade de cirque och Le Chahut. 
Den avbildade cirkusen har antagits vara Cirque Fernando som uppfördes 1875 vid Boulevard de Rochechouart intill Place Pigalle. Den blev snabbt en populär inrättning för nöjeslystna Parisbor och även andra av Paris mest uppburna konstnärer frekventerade cirkusen, däribland Auguste Renoir (som 1879 målade Akrobater på Cirque Fernando), Edgar Degas (som 1879 målade Miss La La på Cirque Fernando) och Henri de Toulouse-Lautrec (som 1888 målade Ryttarinna på Cirque Fernando). Den bytte 1897 namn till Cirque Médrano och är än idag aktiv.